# 대만 민주자치동맹

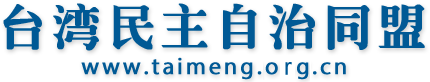

대만 민주자치동맹(중국어 간체자: 台湾民主自治同盟, 정체자: 台灣民主自治同盟, 병음: Táiwān Mínzhǔ Zìzhì Tóngméng)은 중화인민공화국의 위성정당인 민주당파 정당 가운데 하나로, 약칭은 대맹(台盟)이다.
1947년 11월 2·28 사태 때 살아남은 대만 공산당 당원들이 홍콩에서 설립했으며 당원은 주로 중국 대륙에서 활동하면서 대만 지역에 본적을 두고 있는 유명 인사들로 구성되어 있다. 현재 쑤후이가 중앙위원회 주석을 맡고 있으며 당원 수는 약 1,600여 명이다.